# Algernonia
Algernonia, rod drveća i grmova iz porodice mlječikovki smješten u tribus Hureae, dio potporodice Euphorbioideae. Postoji 12 vrsta u tropskim krajevima Brazila i Perua

## Vrste
1. Algernonia amazonica (Emmerich) G.L.Webster
2. Algernonia bahiensis (Emmerich) G.L.Webster
3. Algernonia brasiliensis Baill.
4. Algernonia dimitrii (Emmerich) G.L.Webster
5. Algernonia gibbosa (Pax & K.Hoffm.) Emmerich
6. Algernonia glazioui Emmerich
7. Algernonia kuhlmannii (Emmerich) G.L.Webster
8. Algernonia leandrii (Baill.) G.L.Webster
9. Algernonia obovata (Müll.Arg.) Müll.Arg.
10. Algernonia pardina Croizat
11. Algernonia paulae Emmerich
12. Algernonia riedelii (Müll.Arg.) G.L.Webster